# Air Defender 2023
Le Air Defender 2023  (AD23) est un exercice militaire international impliquant les forces aériennes de différents pays du 12 au 23 juin 2023, regroupant des participants de vingt-cinq pays.

## Organisation
Du 12 au 23 juin 2023, il implique 10 000 soldats, 250 avions de 25 nations sous la direction de la Bundeswehr : Hongrie, Bulgarie, Croatie, Turquie, Finlande, Estonie, Espagne, Grèce, Pays-Bas, Belgique, Royaume-Uni, Norvège, Italie, Lituanie, Roumanie, France, Allemagne, Suisse, Danemark, République Tchèque et U.S.A.

Espace aérien utilisé.

Il est dirigé par la Luftwaffe et a demandé quatre années de préparation, il devait s’appeler MAGEX 2023. L'exercice restreint les vols civils sur certaines parties de l'espace aérien allemand pendant des créneaux horaires,.
Les bases activées sont :  Base aérienne de Schleswig-Jagel, base aérienne de Wunstorf, Base aérienne de Lechfeld, Spangdahlem Air Base, Base aérienne Volkel-Uden, la base aérienne de Hohn, la base aérienne Krzesiny et la base aérienne Čáslav.

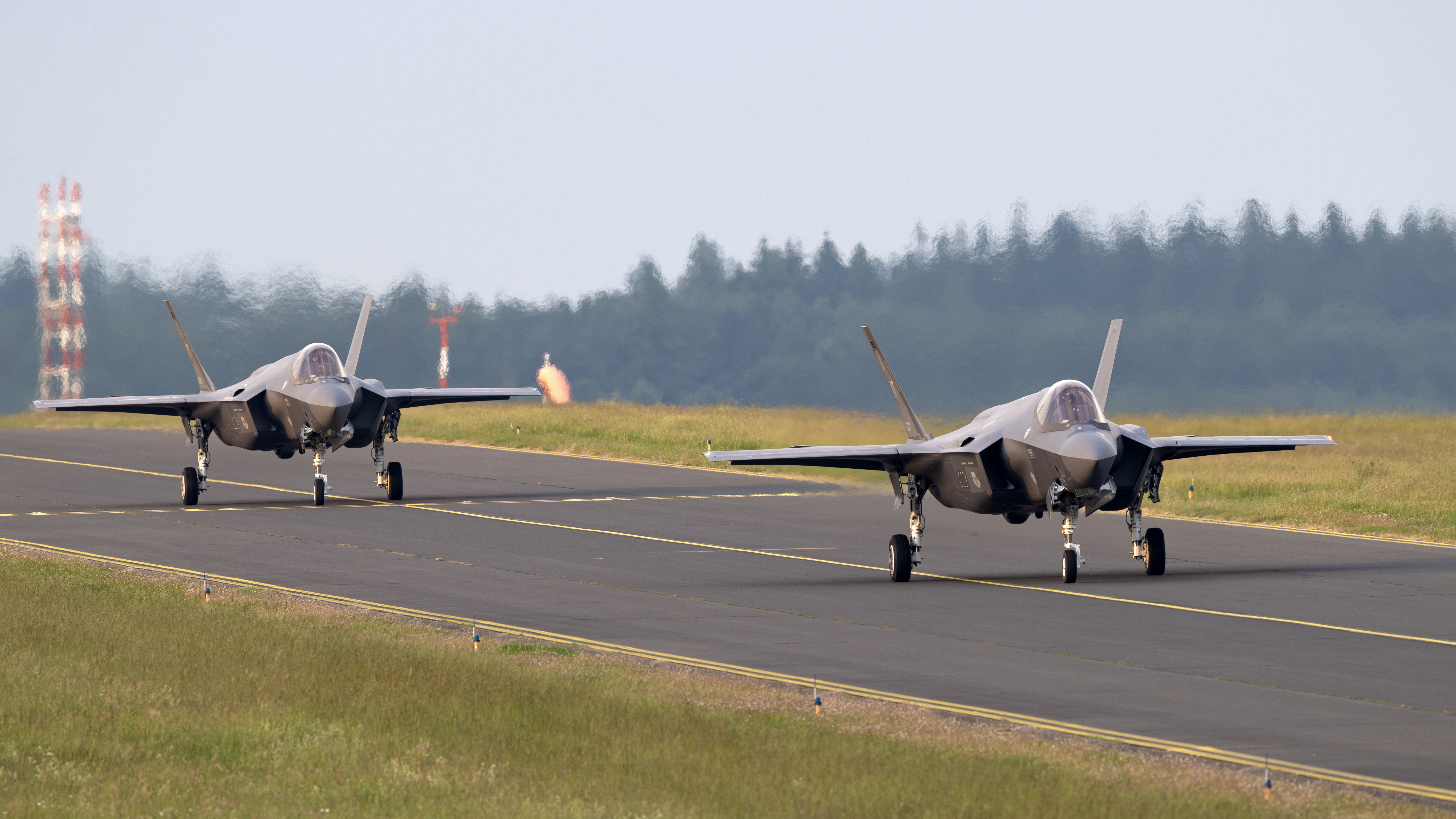
Deux F-35 sur la base aérienne de Spangdahlem.
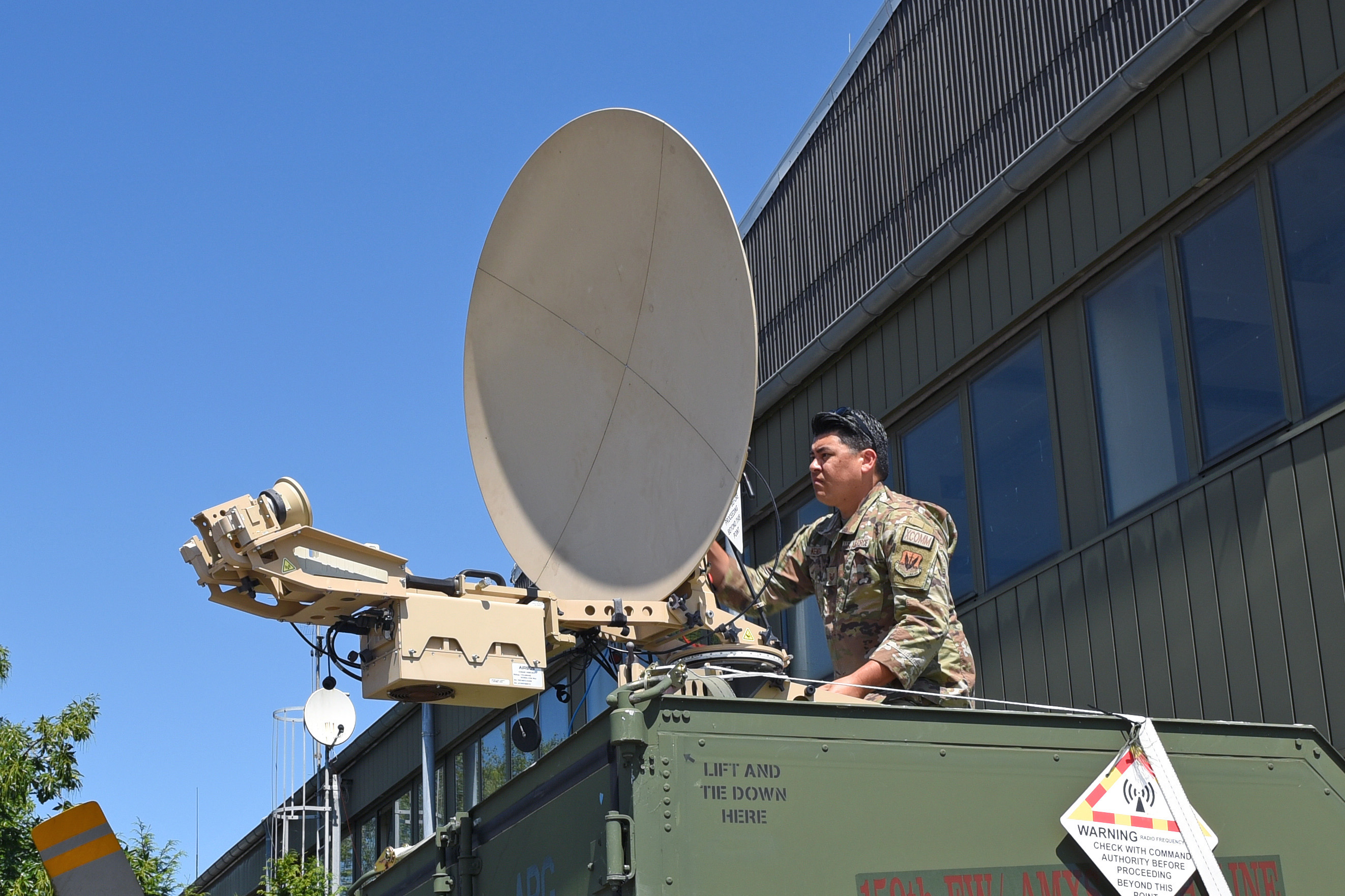
Le 236th Combat Communication Squadron à Hohn.
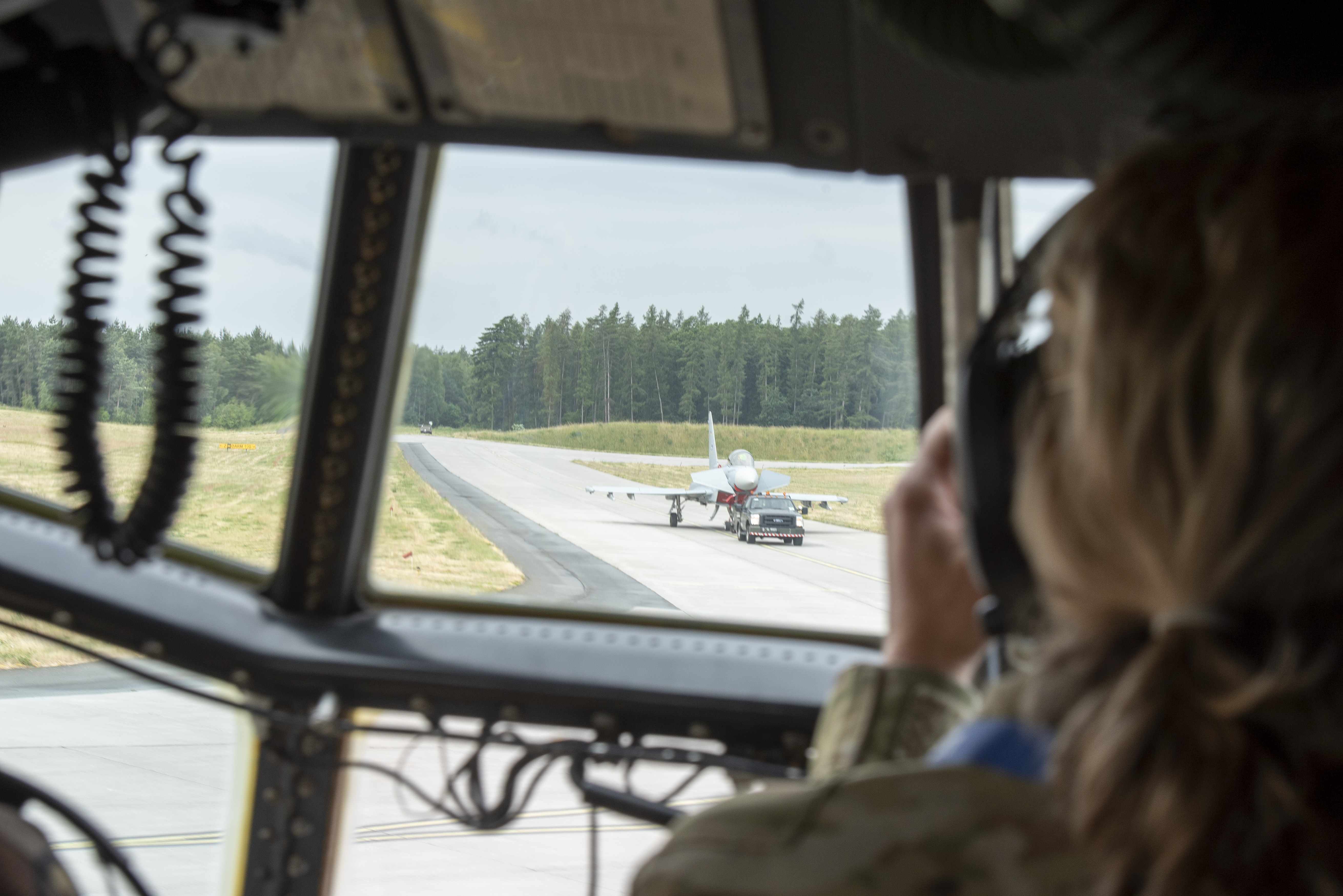
Sur la B.A. Krzsesiny.